# Успер, Франческо
Франческо Успер (настоящая фамилия — Спонджа) (1561—1641) — итальянский композитор, музыкант, органист эпохи позднего Ренессанса и раннего Барокко. Священник.

## Биография
Родился в знатной семье. Около 1585 года отправился в Венецию, где прожил всю свою жизнь. Учился музыке под руководством Андреа Габриели.
В 1595 год издал свой первый сборник ричеркаров для четырёх голосов, посвящённый богатому венецианскому патрицию Лодовико Усперу, имя которого он стал носить. С 1596 года работал органистом в братстве благотворителей «Scuola Grande di San Giovanni Evangelista» в Венеции. Сотрудничал с композиторами Клаудио Монтеверди и Джованни Баттиста Грилло.
В 1604 году вышел его сборник пятиголосых мадригалов. Позже был органистом в церкви Сан-Салваторе.
В 1607 году стал капелланом в «Scuola Grande di San Giovanni Evangelista». В 1614 году напечатал коллекция месс и псалмов, посвятив их епископу города Паренцо.
Через два года стал руководителем (капо) «compagnia de' cantori» (стабильно организованнойя группы певцов).
В 1617 и 1623 годах под его руководством прошло музыкальное представление на празднике в «Scuola Grande di San Giovanni Evangelista», он дирижировал лучшими исполнителями (певцами и инструменталистами) Венеции того времени, такими как Джованни Пикки, Франческо Кавалли и другими.
Опубликовал коллекцию «Композиции гармонии» (1619, Венеция). Вместе с Клаудио Монтеверди участвовал в создании и исполнении похоронной мессы герцогу Тосканы Козимо II Медичи (1621).
В 1623 году назначен первым органистом главного собора Венеции — Святого Марка.
В следующем году был избран главой священников братства Скуола Сан-Рокко.
В 1627 году была издана его коллекция Псалмов.
Успер считается первым композитором, который использовал в 1619 году технику Кончерто гроссо в своей первой симфонии «Композиционной гармонии».

## Избранные музыкальные сочинения
- 1595 Ricercari, et arie francese a quattro voci di Francesco Sponga
- 1604 Primo libro de' madrigali a cinque voci
- 1614 Messe e Salmi da concertasi nel Organi di Franceso Usper
- 1619 Compositioni Armoniche: Motetes, Sinfonías, Sonatas, Canzonas, y Caprichos para 1-8 voces
- 1624 Deux motets
- 1627 Salmi Vespertini….